# Rockstars
Rockstars è un singolo del cantante tedesco Malik Harris, pubblicato il 4 febbraio 2022 su etichetta discografica Universal Music Germany.

## Descrizione
Il 10 febbraio 2022 è stato confermato che con Rockstars Malik Harris avrebbe preso parte a Germany 12 Points, il programma di selezione del rappresentante della Germania all'Eurovision Song Contest. Il brano era già stato pubblicato in digitale il precedente 4 febbraio. In occasione dell'evento, che si è svolto il 4 marzo, il cantante è risultato il vincitore, diventando di diritto il rappresentante tedesco a Torino.
Il successivo 14 maggio Malik Harris si è esibito nella finale eurovisiva, dove si è piazzato all'ultimo posto su 25 partecipanti con 6 punti totalizzati, tutti provenienti dal televoto.

## Tracce
1. Rockstars – 2:59 (Malik Harris, Marie Kobylka, Robin Karow)
2. Time for Wonder – 2:52 (Malik Harris, Marie Kobylka, Robin Karow)
3. Bangin' on My Drum – 2:57 (Malik Harris, Jules Kalmbacher, Robin Karow, Jens Schneider)

## Classifiche

### Classifiche settimanali
| Classifica (2022) | Posizione massima |
| ----------------- | ----------------- |
| Austria           | 44                |
| Germania          | 8                 |
| Lituania          | 27                |
| Svizzera          | 68                |

### Classifiche di fine anno
| Classifica (2022) | Posizione |
| ----------------- | --------- |
| Germania          | 94        |